# Seznam premiérů Polska
Toto je seznam premiérů Polska od vzniku republiky v roce 1918. Za jejich předchůdce by mohli být považováni velcí kancléři Polska, tento úřad existoval v letech 1107–1795. Za polské premiéry jsou také někdy označováni předsedové vlád Varšavského knížectví, jež existovalo v letech 1807–1813 (Stanisław Małachowski, Ludwik Szymon Gutakowski a Stanisław Kostka Potocki), prezidenti tzv. národní vlády během listopadového povstání (zejm. Adam Jerzy Czartoryski), prezidenti podobné vlády během lednového povstání nebo předsedové vlád válečného Polského království z let 1916–1918 (Jan Kucharzewski, Antoni Ponikowski, Jan Kanty Steczkowski, Józef Świeżyński, Władysław Wróblewski). Existovala také exilová polská vláda za druhé světové války i za komunistického režimu. 

## Předsedové vlád Polské republiky (1918–1939)
| Pořadí | Pořadí          | Portrét         | Jméno (rok narození–rok úmrtí)           | Začátek mandátu    | Konec mandátu              | Politická strana                     | Vláda                 |
| ------ | --------------- | --------------- | ---------------------------------------- | ------------------ | -------------------------- | ------------------------------------ | --------------------- |
| 1      |                 |                 | Ignacy Daszyński (1866–1936)             | 7. listopadu 1918  | 14. listopadu 1918         | Polská socialistická strana          | Provizorní vláda      |
| 2      |                 |                 | Jędrzej Moraczewski (1870–1944)          | 18. listopadu 1918 | 18. ledna 1919             | Polská socialistická strana          | Moraczewski           |
| 3      |                 |                 | Ignacy Jan Paderewski (1860–1941)        | 18. ledna 1919     | 13. listopadu 1919[zdroj?] | nezávislý                            | Paderewski            |
| 4      |                 |                 | Leopold Skulski (1878–1940)              | 13. listopadu 1919 | 27. června 1920            | Polská lidová strana „Piast”         | Skulski               |
| 5      |                 |                 | Władysław Grabski (1874–1938)            | 27. června 1920    | 24. čevence 1920           | Lidový národní svaz                  | Grabski I             |
| 6      |                 |                 | Wincenty Witos (1874–1945)               | 24. července 1920  | 19. září 1921              | Polská lidová strana „Piast”         | Witos I               |
| 7      |                 |                 | Antoni Ponikowski (1878–1949)            | 19. září 1921      | 10. března 1922            | Polská strana křesťanské demokracie  | Ponikowski I          |
| 7      | 10. března 1922 | 28. června 1922 | Antoni Ponikowski (1878–1949)            | Ponikowski II      |                            | Polská strana křesťanské demokracie  |                       |
| 8      |                 |                 | Artur Śliwiński (1877–1953)              | 28. června 1922    | 31. července 1922          | nezávislý                            | Śliwiński             |
| 9      |                 |                 | Julian Nowak (1865–1946)                 | 31. července 1922  | 16. prosince 1922          | Strana národní pravice               | Nowak                 |
| 10     |                 |                 | Władysław Sikorski (1881–1943)           | 16. prosince 1922  | 28. května 1923            | nezávislý                            | Sikorski I            |
| (6)    |                 |                 | Wincenty Witos (1874–1945)               | 28. května 1923    | 19. prosince 1923          | Polská lidová strana „Piast”         | Witos II              |
| (5)    |                 |                 | Władysław Grabski (1874–1938)            | 19. prosince 1923  | 20. listopadu 1925         | Lidový národní svaz                  | Grabski II            |
| 11     |                 |                 | Aleksander Skrzyński (1882–1931)         | 20. listopadu 1925 | 10. května 1926            | Strana národní pravice               | Skrzyński             |
| (6)    |                 |                 | Wincenty Witos (1874–1945)               | 10. května 1926    | 14. května 1926            | Polská lidová strana „Piast”         | Witos III             |
| 12     |                 |                 | Kazimierz Bartel (1882–1941)             | 15. května 1926    | 4. června 1926             | Nestranický blok spolupráce s vládou | Bartel I              |
| 12     | 8. června 1926  | 24. září 1926   | Kazimierz Bartel (1882–1941)             | Bartel II          |                            | Nestranický blok spolupráce s vládou |                       |
| 12     | 27. září 1926   | 30. září 1926   | Kazimierz Bartel (1882–1941)             | Bartel III         |                            | Nestranický blok spolupráce s vládou |                       |
| 13     |                 |                 | Józef Piłsudski (1867–1935)              | 2. října 1926      | 27. června 1928            | nezávislý                            | Piłsudski I           |
| (12)   |                 |                 | Kazimierz Bartel (1882–1941)             | 27. června 1928    | 14. dubna 1929             | Nestranický blok spolupráce s vládou | Bartel IV             |
| 14     |                 |                 | Kazimierz Świtalski (1886–1962)          | 14. dubna 1929     | 29. prosince 1929          | Nestranický blok spolupráce s vládou | Świtalski             |
| (12)   |                 |                 | Kazimierz Bartel (1882–1941)             | 29. prosince 1929  | 29. března 1930            | Nestranický blok spolupráce s vládou | Bartel V              |
| 15     |                 |                 | Walery Sławek (1879–1939)                | 29. března 1930    | 25. srpna 1930             | Nestranický blok spolupráce s vládou | Sławek I              |
| (13)   |                 |                 | Józef Piłsudski (1867–1935)              | 25. srpna 1930     | 4. prosince 1930           | nezávislý                            | Piłsudski II          |
| (15)   |                 |                 | Walery Sławek (1879–1939)                | 4. prosince 1930   | 27. května 1931            | Nestranický blok spolupráce s vládou | Sławek II             |
| 16     |                 |                 | Aleksander Prystor (1874–1941)           | 27. května 1931    | 10. května 1933            | Nestranický blok spolupráce s vládou | Prystor               |
| 17     |                 |                 | Janusz Jędrzejewicz (1885–1951)          | 10. května 1933    | 15. května 1934            | Nestranický blok spolupráce s vládou | Jędrzejewicz          |
| 18     |                 |                 | Leon Kozłowski (1892–1944)               | 15. května 1934    | 28. března 1935            | Nestranický blok spolupráce s vládou | Kozłowski             |
| (15)   |                 |                 | Walery Sławek (1879–1939)                | 28. března 1935    | 13. října 1935             | Nestranický blok spolupráce s vládou | Sławek III            |
| 19     |                 |                 | Marian Zyndram-Kościałkowski (1892–1946) | 13. října 1935     | 15. května 1936            | Nestranický blok spolupráce s vládou | Zyndram-Kościałkowski |
| 20     |                 |                 | Felicjan Sławoj Składkowski (1885–1962)  | 15. května 1936    | 30. září 1939              | nezávislý                            | Składkowski           |

## Předsedové vlád Polské lidové republiky (1944–1989)
| Portrét | Portrét                           | Portrét           | Jméno (rok narození–rok úmrtí)     | Začátek mandátu                   | Konec mandátu      | Politická strana                  | Vláda                             |
| ------- | --------------------------------- | ----------------- | ---------------------------------- | --------------------------------- | ------------------ | --------------------------------- | --------------------------------- |
| 1       |                                   |                   | Edward Osóbka-Morawski (1909–1997) | 22. července 1944                 | 31. prosince 1944  | Polská socialistická strana       | Polský výbor národního osvobození |
| 1       | 31. prosince 1944                 | 28. června 1945   | Edward Osóbka-Morawski (1909–1997) | Prozatímní vláda Polské republiky |                    | Polská socialistická strana       |                                   |
| 1       | 28. června 1945                   | 6. února 1947     | Edward Osóbka-Morawski (1909–1997) | Prozatímní vláda národní jednoty  |                    | Polská socialistická strana       |                                   |
| 2       |                                   |                   | Józef Cyrankiewicz (1911–1989)     | 6. února 1947                     | 20. listopadu 1952 | Polská socialistická strana       | Cyrankiewicz I                    |
| 2       | Polská sjednocená dělnická strana |                   | Józef Cyrankiewicz (1911–1989)     | 6. února 1947                     | 20. listopadu 1952 |                                   | Cyrankiewicz I                    |
| 3       |                                   |                   | Bolesław Bierut (1892–1956)        | 20. listopadu 1952                | 18. března 1954    | Polská sjednocená dělnická strana | Bierut                            |
| (2)     |                                   |                   | Józef Cyrankiewicz (1911–1989)     | 18. března 1954                   | 15. května 1961    | Polská sjednocená dělnická strana | Cyrankiewicz II                   |
| (2)     | 18. května 1961                   | 24. června 1965   | Józef Cyrankiewicz (1911–1989)     | Cyrankiewicz III                  |                    | Polská sjednocená dělnická strana |                                   |
| (2)     | 25. června1965                    | 27. června 1969   | Józef Cyrankiewicz (1911–1989)     | Cyrankiewicz IV                   |                    | Polská sjednocená dělnická strana |                                   |
| (2)     | 28. června 1969                   | 23. prosince 1970 | Józef Cyrankiewicz (1911–1989)     | Cyrankiewicz V                    |                    | Polská sjednocená dělnická strana |                                   |
| 4       |                                   |                   | Piotr Jaroszewicz (1909–1992)      | 23. prosince 1970                 | 28. března 1972    | Polská sjednocená dělnická strana | (Cyrankiewicz V)                  |
| 4       | 28. března 1972                   | 25. března 1976   | Piotr Jaroszewicz (1909–1992)      | Jaroszewicz I                     |                    | Polská sjednocená dělnická strana |                                   |
| 4       | 27. března 1976                   | 18. února 1980    | Piotr Jaroszewicz (1909–1992)      | Jaroszewicz II                    |                    | Polská sjednocená dělnická strana |                                   |
| 5       |                                   |                   | Edward Babiuch (1927–2021)         | 18. února 1980                    | 24. srpna 1980     | Polská sjednocená dělnická strana | Babiuch                           |
| 6       |                                   |                   | Józef Pińkowski (1929–2000)        | 24. srpna 1980                    | 11. února 1981     | Polská sjednocená dělnická strana | Pińkowski                         |
| 7       |                                   |                   | Wojciech Jaruzelski (1923–2014)    | 11. února 1981                    | 6. listopadu 1985  | Polská sjednocená dělnická strana | Jaruzelski                        |
| 8       |                                   |                   | Zbigniew Messner (1929–2014)       | 6. listopadu 1985                 | 27. září 1988      | Polská sjednocená dělnická strana | Messner                           |
| 9       |                                   |                   | Mieczysław Rakowski (1926–2008)    | 27. září 1988                     | 2. srpna 1989      | Polská sjednocená dělnická strana | —                                 |
| 10      |                                   |                   | Czesław Kiszczak (1925–2015)       | 2. srpna 1989                     | 24. srpna 1989     | Polská sjednocená dělnická strana | Kiszczak                          |
| 11      |                                   |                   | Tadeusz Mazowiecki (1927–2013)     | 24. srpna 1989                    | 31. prosince 1989  | Občanský výbor Solidarita         | Mazowiecki                        |

## Předsedové vlád Polské republiky (od 1989)
| Portrét | Portrét            | Portrét            | Jméno (rok narození–rok úmrtí)   | Začátek mandátu    | Konec mandátu      | Politická strana                     | Vláda         |
| ------- | ------------------ | ------------------ | -------------------------------- | ------------------ | ------------------ | ------------------------------------ | ------------- |
| 1       |                    |                    | Tadeusz Mazowiecki (1927–2013)   | 24. srpna 1989     | 4. ledna 1991      | Občanský výbor Solidarita            | Mazowiecki    |
| 1       | Demokratická unie  |                    | Tadeusz Mazowiecki (1927–2013)   | 24. srpna 1989     | 4. ledna 1991      |                                      | Mazowiecki    |
| 2       |                    |                    | Jan Krzysztof Bielecki (* 1951)  | 4. ledna 1991      | 6. prosince 1991   | Liberálně-demokratický kongres       | Bielecki      |
| 3       |                    |                    | Jan Olszewski (1930–2019)        | 6. prosince 1991   | 5. června 1992     | Dohoda Střed                         | Olszewski     |
| 4       |                    |                    | Waldemar Pawlak (* 1959)         | 5. června 1992     | 11. července 1992  | Polská lidová strana                 | Pawlak I      |
| 5       |                    |                    | Hanna Suchocká (* 1946)          | 11. července 1992  | 26. října 1993     | Demokratická unie                    | Suchocka      |
| (4)     |                    |                    | Waldemar Pawlak (* 1959)         | 26. října 1993     | 7. března 1995     | Polská lidová strana                 | Pawlak II     |
| 6       |                    |                    | Józef Oleksy (1946–2015)         | 7. března 1995     | 7. února 1996      | Sociální demokracie Polské republiky | Oleksy        |
| 7       |                    |                    | Włodzimierz Cimoszewicz (* 1950) | 7. února 1996      | 31. října 1997     | Sociální demokracie Polské republiky | Cimoszewicz   |
| 8       |                    |                    | Jerzy Buzek (* 1940)             | 31. října 1997     | 19. října 2001     | nezávislý                            | Buzek         |
| 9       |                    |                    | Leszek Miller (* 1946)           | 19. října 2001     | 2. května 2004     | Svaz demokratické levice             | Miller        |
| 10      |                    |                    | Marek Belka (* 1952)             | 2. května 2004     | 11. června 2004    | Svaz demokratické levice             | Belka I       |
| 10      | 11. června 2004    | 31. října 2005     | Marek Belka (* 1952)             | Belka II           |                    | Svaz demokratické levice             |               |
| 11      |                    |                    | Kazimierz Marcinkiewicz (* 1959) | 31. října 2005     | 14. července 2006  | Právo a spravedlnost                 | Marcinkiewicz |
| 12      |                    |                    | Jarosław Kaczyński (* 1949)      | 14. července 2006  | 16. listopadu 2007 | Právo a spravedlnost                 | Kaczyński     |
| 13      |                    |                    | Donald Tusk (* 1957)             | 16. listopadu 2007 | 18. listopadu 2011 | Občanská platforma                   | Tusk I        |
| 13      | 18. listopadu 2011 | 22. září 2014      | Donald Tusk (* 1957)             | Tusk II            |                    | Občanská platforma                   |               |
| 14      |                    |                    | Ewa Kopaczová (* 1956)           | 22. září 2014      | 16. listopadu 2015 | Občanská platforma                   | Kopaczová     |
| 15      |                    |                    | Beata Szydłová (* 1963)          | 16. listopadu 2015 | 11. prosince 2017  | Právo a spravedlnost                 | Szydłová      |
| 16      |                    |                    | Mateusz Morawiecki (* 1968)      | 11. prosince 2017  | 15. listopadu 2019 | Právo a spravedlnost                 | Morawiecki I  |
| 16      | 15. listopadu 2019 | 27. listopadu 2023 | Mateusz Morawiecki (* 1968)      | Morawiecki II      |                    | Právo a spravedlnost                 |               |
| 16      | 27. listopadu 2023 | 13. prosince 2023  | Mateusz Morawiecki (* 1968)      | Morawiecki III     |                    | Právo a spravedlnost                 |               |
| (13)    |                    |                    | Donald Tusk (* 1957)             | 13. prosince 2023  | úřadující          | Občanská platforma                   | Tusk III      |